# Rad za opće dobro
Rad za opće dobro (pro bono publico) je najčešće neplaćeni posao koji obavlja jedna osoba ili skupina ljudi za dobrobit zajednice ili njezinih institucija. Razlikuje se od volontiranja jer se ne provodi uvijek na dobrovoljnoj osnovi. 
Radom za opće dobro se mogu ostvariti i osobne koristi te ispuniti određeni ciljevi, a može se i provoditi iz različitih razloga, uključujući ispunjavanje uvjeta za državljanstvom, stjecanje različitih vještina, zamjenu za kazne, na inicijatviu škola ili organizacija civilnog društva, te potrebe za primanje određenih naknada. Sudionici rada mogu se bolje upoznati sa svojom ulogom u lokalnoj zajednici, kao i utjecajem svog doprinosa onima kojima je to bilo potrebno. Budući da rad za opće dobro može biti vrlo raznolik, oni koji ga provode izloženi su različitim ljudima, okruženjima i situacijama.